# 帕納明特斯普林斯 (加利福尼亞州)
帕納明特斯普林斯（英語：Panamint Springs）是位於美國加利福尼亞州因約縣的一個非建制地區。該地的面積和人口皆未知。

## 地理
帕納明特斯普林斯的座標為36°20′23″N 117°28′04″W / 36.33972°N 117.46778°W，而該地的平均海拔高度為587米（即1926英尺）。